# Przyrost wtórny

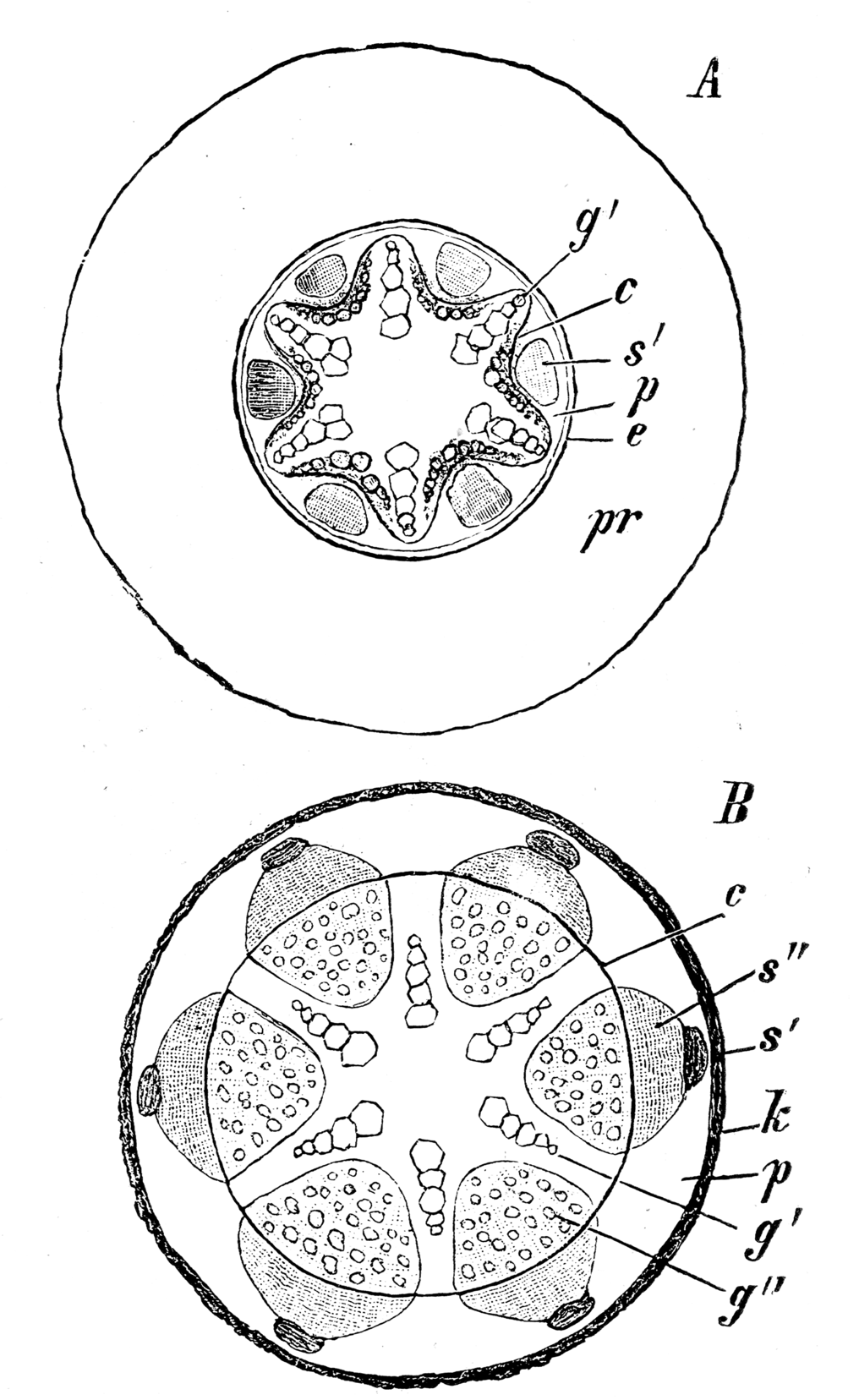
Przyrost wtórny w korzeniu rośliny dwuliściennej

Przyrost wtórny – proces tworzenia budowy wtórnej pędów i korzeni występujący u roślin dwuliściennych okrytonasiennych, nagonasiennych oraz w sposób nietypowy u jednoliściennych i in.
Polega na utworzeniu cylindra kambium, odkładającego w wyniku aktywności podziałowej pokłady drewna i łyka wtórnego oraz na utworzeniu fellogenu, tworzącego w wyniku aktywności podziałowej korka.
Najstarszy znany dowód występowania u roślin przyrostu wtórnego pochodzi z wczesnego dewonu (407 – 307 mln lat temu). Występował on u niewielkich roślin, co sugeruje, że przyrost wtórny wyewoluował u nich w wyniku wymagań hydraulicznych, a nie mechanicznych.